# Alamis viettei
Alamis viettei är en fjärilsart som beskrevs av Emilio Berio 1955. Alamis viettei ingår i släktet Alamis och familjen nattflyn. Inga underarter finns listade i Catalogue of Life.